# SPARCstation 5

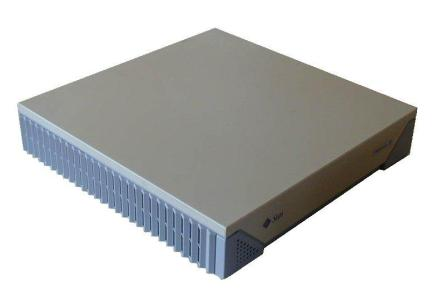
SPARCstation 5

SPARCstation 5 или SS5 (кодовое имя "Aurora") — рабочая станция представленная корпорацией Sun Microsystems в марте 1994 и использующая архитектуру sun4m. Упрощённая дешёвая версия SS5 была в 1996 выпущена под названием SPARCstation 4. Sun также продвигала эти машины под брендом "Netra".

## Особенности

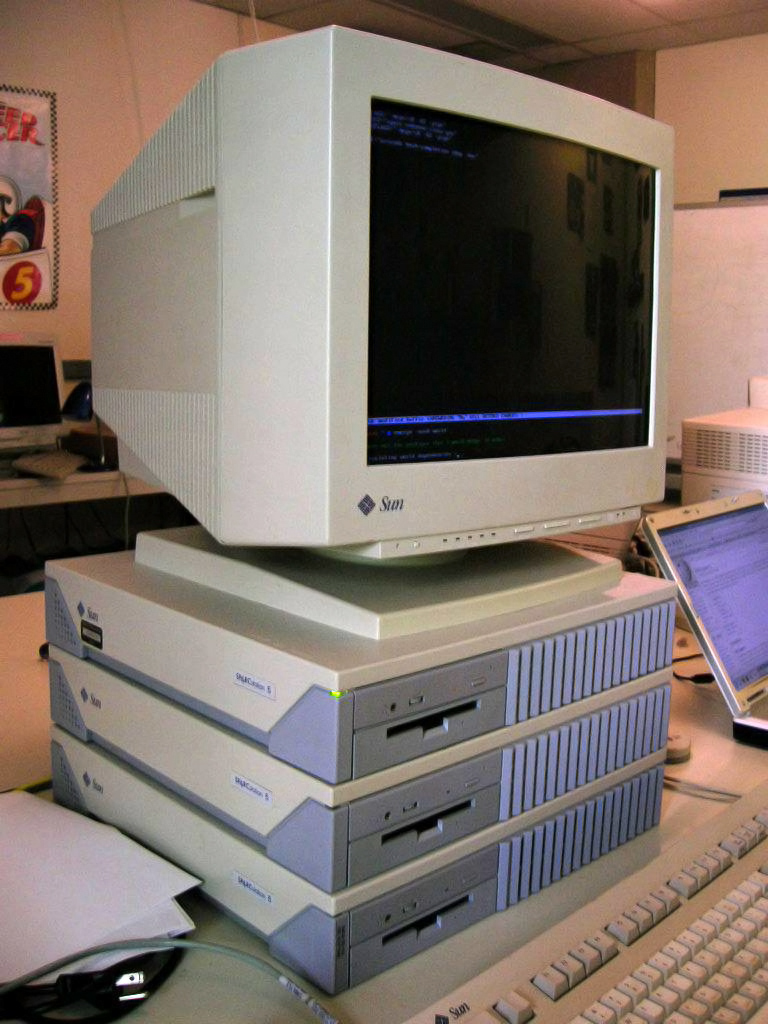
"SparcStack" из машин SPARCstation 5

### Процессоры
SPARCstation 5 может использовать процессоры microSPARC-II от Sun Microsystems с тактовой частотой 70, 85 и 110 МГц, или TurboSPARC от Fujitsu с частотой 170 МГц. Fujitsu также выпускала TurboSPARC 160 МГц для обновления моделей на основе 70, 85 и 110 МГц microSPARC-II. SPARCstation 5 не имеет шины MBus, поэтому может использовать только один процессор.

### Память
SPARCstation 5 имеет восемь слотов DSIMM, в которых используются модули по 8 и 32 МБ, что даёт максимум 256 МБ оперативной памяти.

## Операционные системы
- SunOS 4.1.3_U1B и далее
- Solaris 2.3 Edition II до Solaris 9
- NetBSD/sparc
- OpenBSD/sparc
- Linux
- NeXTSTEP